# Kálnay Nándor
Kálnay Nándor (Léva, Bars vármegye, 1842. május 23. – Csesztve, 1911. május 6.) igazgató-tanító és földbirtokos.

## Élete
Atyja kedvező anyagi viszonyok közt élő tanító volt Léván a római katolikus főelemi iskolánál, azonban korán, 1859-ben meghalt; édesanyját pedig már ötödik évében, 1846-ban elvesztette. Az algimnáziumot szülővárosában, az V. és VI. osztályt Esztergomban végezte. Ekkor Ferenc-rendi szerzetes lett Pozsonyban, azonban csak négy hónapot töltött el a zárdában és visszatért Esztergomba, ahol a tanítóképző intézetben tanult és 1863-ban a főelemi iskolákra nyert képesítést, Scitovszky hercegprímás pedig 63 forintnyi ösztöndíjban részesítette. 1863. október 1-től 1867. október 1-ig nevelő volt Csesztvén Madách Károly földbirtokos és nógrád vármegyei alispán gyermekeinél; itt megismerkedett Madách Imre költővel, akiről bővebben megemlékezett Csesztve község története című művében. Nevelősködésének ideje alatt 1865. november 1-től 1867. május 1-ig a csesztvei római katolikus kántortanítói tisztet is viselte és elődjével ő vetette meg alapját a község magyarosodásának. 1868-ban Pozsonyban magántanítással foglalkozott és látogatta a rajztanfolyamot. 1869-től ismét Léván tanítóskodott. 1869 májusától a fővárosi elemi iskolákhoz nevezték ki osztálytanítónak, 1879-től vezető tanítónak (a Kőbányaligeti iskolához). Párhuzamosan képezte magát: 1877-ben torna-póttanfolyamot, 1871-72-ben gyorsírást az egyetemen, 1872-ben könyvvitelt, 1877–1878-ban és 1883–84-ben francia és angol nyelvet tanult.
Tisztviselője és választmányi tagja lett a népnevelők budapesti egyesületének, a fővárosi tanító-testületnek, a pedagógiai társaságnak. 1876-tól 1884-ig a Józsefvárosi tanítói kör elnöke volt. 1884-ben Csesztvén 103 holdas birtokot vett 10 000 forinton, melyet szorgalmából gyűjtött össze és a község egyik virilistája lett. 1885-től a fővárosi tantestület igazgatótanácsosa és a képviseleti közgyűlés tagja. 1892-ben nyugalomba vonult és csesztvei birtokán gazdálkodott.
Számos cikke jelent meg, melyek a tanítói állásra és a népiskolai nevelésre vonatkoznak, A Honban, Ellenőrben, a Szabadegyházban, a Népiskolában (1872. Hozzászólás: Mi jobb, ha készpénzzel, vagy pedig természetben fizettetnek a rk. tanítók, A főnevek ismertetése a II. osztályban, A tanítók segélyezéséről, Egy nyelvtani próbatét az elemi II. osztályban, A gyermekbajok és betegségekről, Nógrádi levél a csesztvei rk. iskoláról, Levél a fővárosi stáczió-utcazi községi elemi népiskola közvizsgálatáról, 1873. A fővárosi tanítók segélyegyletéről, A fővárosi tanítótestület gyűléséről); a Népnevelők Lapjában (1876. Nyelvtani leczkék a cselekvő-, átható és benható-, a szenvedő igékről, a jelen-, mult és jövő időről a határozott és határozatlan alakokról, 1881. A fővárosi tanítónők férjhezmenetele, A csesztvei rk. és evang. népiskolákról, A dejtári rk. népiskoláról, 1882. Az iskolai takarékpénztárak köréből, 1883. Az iskolai jutalmazások kérdéséhez, Jelentés a paedagogiai szakosztályhoz, A VIII. kerületi tanítói kör évi jelentése, 1884. Az egy tanteremben két osztállyal való úgynevezett váltakozó rendszer szerinti tanításról); a Barsban (1881–83. Az iskolai takarékpénztárakról, 1884. Madách Imre életéből); a Magyar Paedagogiai Szemlében (1883. Régi tanügyi állapotok ecsetelése, Értesítő a Budapest főváros tanítói körének működéséről, A selyemtenyésztés kérdéséhez); a Néptanítók Lapjában (1883. Az iskolai takarékpénztárak kérdése a németországi tanítók gyűlésén sat.); a Pesti Naplóban (1884. 9. sz. Madách Imre Csesztvén), a Fővárosi Lapokban (1884. 11. sz. A Madách-család); a Nógrádi Lapokban (1884. Csesztve község monographiája, 1884. több közlés).

## Munkái
- Jelentés Budapest főváros VIII. kerület tanítói körének 1876–1883. évi működéséről. Budapest.
- Az étrendi gyógymód rövid ismertetése Schrott Manó után németből magyarítá. Csesztve, 1882.
- Az iskolai takarékpénztárakról 1887–83. Budapest, 1883.
- Csesztve község története és leírása. Budapest, 1884. (Ismertetése Pesti Napló 4. sz., Fővárosi Lapok 11. sz., Nógrádi Lapok 5. sz., Községi Közlöny 12. sz., Századok, Bars 3. sz.)
- Aforizmák. Balassagyarmat, 1897.